# Nippes
Nippes (em crioulo haitiano: Nip) é um departamento do Haiti. Sua capital é a cidade de Miragoâne. Possui 1 268 quilômetros quadrados e segundo censo de 2009, havia 311 497 habitantes.